# Крізбав (комуна)
Крізбав (рум. Crizbav) — комуна у повіті Брашов в Румунії. До складу комуни входять такі села (дані про населення за 2002 рік):
- Крізбав (1407 осіб) — адміністративний центр комуни
- Кутуш (732 особи)

Комуна розташована на відстані 160 км на північ від Бухареста, 20 км на північний захід від Брашова.

## Населення
У 2009 році у комуні проживали 2366 осіб.